# Die Neuzeit
Die Neuzeit war eine österreichische jüdische Zeitschrift, die erstmals am 30. August 1861 und das letzte Mal am 25. Dezember 1903 erschienen ist. Die Neuzeit bezeichnete sich als Wochenschrift für „politische, religiöse und Cultur-Interessen“.

## Geschichte
Die Neuzeit erschien wöchentlich in Wien an einem Donnerstag. Die ersten Herausgeber der Zeitschrift waren Leopold Kompert und Simon Szántó (1819–1882), der erste Verleger war H. Engel & Sohn. Nach Herzfeld & Bauer und anschließend Szánto war der endgültige Verleger der Zeitung vom 28. Dezember 1888 an Waizner & Sohn.